# Юджин Бірн
Юджин Бірн (англ. Eugene Byrne; 25 лютого 1959 , Вотерфорд, Манстер ) — англійський незалежний журналіст і письменник-фантаст. Його роман ThigMOO та історію, на якій він заснований, номіновано на премію Британської науково-фантастичної асоціації. Оповідання «HMS Habakkuk» номіновано на премію Sidewise Award за альтернативну історію.

## Життєпис
Юджин Бірн народився у Вотерфорді в Ірландській Республіці, але виріс у Бернем-он-Сі (Сомерсет, Англія). Він навчався в гімназії доктора Моргана в Бріджвотері, де познайомився з Кімом Ньюменом.
Був редактором журналу Venue. 2006 року в рамках святкування 200-ліття від дня народження британського інженера Ісамбарда Кіндома Брунеля в Брістолі він разом із художником Саймоном Гурром написав Isambard Kingdom Brunel: A Graphic Biography.

## Романи
- Back in the USSA (1997), у співавторстві з Кімом Ньюменом; фіксап, що складається з оповідань, вперше опубліковано в журналі Interzone.
- Thigmoo (1999)
- Things Unborn (2001)

## Документальна література
- Isambard Kingdom Brunel: A Graphic Biography, з художником Саймоном Гурром (Simon Gurr) (2006)
- The Bristol Story: A Graphic and (Mostly) True History of the Greatest City in the World!, з художником Саймоном Гурром (2008)
- Darwin: A Graphic Biography, з художником Саймоном Гурром (2009)